# Редлиньский, Эдвард
Эдвард Редлиньский (пол. Edward Redliński; 1 мая 1940 — 11 июля 2024) — польский прозаик, сценарист и драматург, репортёр.

## Биография
Он родился в крестьянской семье во Фрамполе, в конце жизни проживал в гмине Юхновец-Косьцельны (Холувки-Дуже 56). Эдвард — сын Адольфа и Марии, брат политика Вацлава.
Окончил факультет геодезии и картографии Варшавского политехнического университета и факультет журналистики Варшавского университета. Он работал в «Белостокской газете», на белостокской радиостанции и в варшавском еженедельнике «Культура». Автор гротескно-реалистических романов и рассказов, показывающих конфликт между традиционной культурой и современностью, один из самых известных писателей Белостоцкого региона.
В 1984—1991 годах жил в США. Награждён Золотым крестом за заслуги и знаком «Заслуженный деятель культуры».
Умер 11 июля 2024 года в возрасте 84 лет.